# Piège au grisbi
Pour les articles homonymes, voir Grisbi (homonymie).
Pour plus de détails, voir Fiche technique et Distribution.
Piège au grisbi (The Money Trap) est un film américain de Burt Kennedy sorti en 1965.

## Fiche technique
- Titre : Piège au grisbi
- Titre original : The Money Trap
- Réalisation : Burt Kennedy
- Scénario : Walter Bernstein d'après une histoire de Lionel White
- Production : David Karr et Max E. Youngstein
- Studio de production et de distribution : Metro-Goldwyn-Mayer
- Photographie : Paul Vogel
- Musique : Hal Schaefer
- Décors : Carl Anderson et George W. Davis
- Montage : John McSweeney Jr.
- Pays de production :  États-Unis
- Format : Noir et blanc Panavision
- Genre : Film policier
- Durée : 91 minutes
- Dates de sortie :
  - Allemagne de l'Ouest : 7 septembre 1965
  - États-Unis : 2 février 1966
  - France : 8 avril 1966

## Distribution
- Glenn Ford (VF : Roland Ménard) : Joe Baron
- Elke Sommer (VF : Julia Dancourt) : Lisa Baron
- Rita Hayworth (VF : Paule Emanuele) : Rosalie Kenny
- Joseph Cotten (VF : Gabriel Cattand) : Docteur Horace Van Tilden
- Ricardo Montalban (VF : Roger Rudel) : Pete Delanos
- Tom Reese : Matthews
- James Mitchum : Détective Wolski
- Argentina Brunetti (VF : Marie Francey) : La tante
- Fred Essler (VF : Teddy Bilis) : M. Klein
- Eugene Iglesias : Le père
- Teri Lynn Sandoval : La fille
- Helena Nash (VF : Lita Recio) : la tenancière de la maison close
- Fred Scheiwiller : le barman
- Ward Wood : le client du bar
- William Campbell (VF : Philippe Mareuil) : Jack Archer, l'avocat de Lisa
- Than Wyenn (VF : Jean Berton) : Phil Kenny
- Ted de Corsia (VF : Lucien Bryonne) : Le capitaine de police (non crédité)